# Hoe moet ik het de stad vertellen
Hoe moet ik het de stad vertellen is een single van Boudewijn de Groot. Het is net als de B-kant Eeuwige jeugd afkomstig van zijn album Het eiland in de verte.
Hoe moet ik het de stad vertellen kwam na een eenmalige samenwerking tussen Boudewijn de Groot en Marcel Verreck tot stand. Het is geïnspireerd op een fietstocht van Verreck, terugkijkend naar Haarlem onderweg naar Amsterdam. Het nummer gaat over de verwerking van het overlijden van Lennaert Nijgh.
De B-kant Eeuwige jeugd is geschreven door Freek de Jonge en De Groot. In de ogen van de zanger blijft hij eeuwig jong, zijn uiterlijk vertelt echter anders. Dit lied was ook al te horen op het livealbum Andere tour uit 2002.
De combinatie werd een bescheiden hit voor De Groot.

## NederlandseSingle Top 100
| Positie: | 100 | 98 | - | - | 93 | uit |